# 케마라 케일라 FC
케마라 케일라 FC(ខេមរាកីឡា)는 캄보디아의 해체된 축구단이다.

## 우승
- C리그: 2005, 2006
- 훈센컵: 2007